# Zemljepisni muzej Ljubljana
Zemljepisni muzej Ljubljana je osrednji slovenski muzej na področju zemljepisa. Ustanovljen je bil leta 1946.